# Rudy Dhaenens
Rudy Dhaenens, född den 10 april 1961 i Deinze, död den 6 april 1998 i Aalst, var en belgisk landsvägscyklist vars främsta merit var världsmästartiteln i linjelopp 1990. Därtill vann han en etapp i Tour de France (1986) samt kom på andraplats i både Paris–Roubaix (1986) och Flandern runt (1990).
Dhaenens utsågs till Sportif de l'année ("Årets [belgiske] idrottsman") 1990.
Rudy Dhaenens avslutade sin karriär 1992 på grund av hjärtproblem. Efter en bilolycka på sin väg till Flandern runt 1998, där han skulle vara medkommentator för belgiska Eurosport, avled han på sjukhus.

## Meriter – Landsväg

### Amatör
1981
2:a i Ronde van Vlaanderen Beloften (U23)

### Professionell
| 1983 8:a i Grand Prix d'Isbergues 1984 3:a totalt i Tour de Luxembourg 4:a i Amstel Gold Race 4:a i Trofeo Luis Puig 8:a i Gent–Wevelgem 1985 Vinnare av Druivenkoers Overijse 3:a i Gent–Wevelgem 3:a i linjelopp vid Belgiska mästerskapen 5:a i Paris–Roubaix 10:a totalt i Dunkerques fyradagars 10:a totalt i Tour of Belgium 10:a i Paris–Tours 1986 Vinnare av etapp 11 i Tour de France 2:a i Paris–Roubaix 2:a i De Kustpijl 6:a totalt i Tour de Luxembourg Vinnare av etapp 1 7:a i Gent–Wevelgem 10:a totalt i Dunkerques fyradagars | 1987 3:a i Paris–Roubaix 4:a i Trofeo Laigueglia 6:a i Gent–Wevelgem 1988 4:a i Omloop Het Volk 8:a i Ronde van Vlaanderen 8:a i Gent–Wevelgem 1989 7:a i Milano–Sanremo 9:a totalt i Tirreno–Adriatico 10:a totalt i Ronde van Nederland 10:a i Grand Prix du canton d'Argovie 1990 Världsmästare i linjelopp Vinnare av etapp 2a i Vuelta a Asturias 2:a i Ronde van Vlaanderen 2:a i Druivenkoers Overijse 3:a i Wincanton Classic 4:a i Liège–Bastogne–Liège 5:a i Tre Valli Varesine 8:a i GP des Amériques 9:a i Paris–Roubaix 10:a i Gent–Wevelgem |

## Meriter – Bana
1991
Vinnare av Antwerpens sexdagars med Etienne de Wilde